# Michael Amadio
Michael „Mike“ Amadio (* 13. Mai 1996 in Sault Ste. Marie, Ontario) ist ein kanadischer Eishockeyspieler, der seit Juli 2024 erneut bei den Ottawa Senators aus der National Hockey League (NHL) unter Vertrag steht. Mit den Vegas Golden Knights gewann der Center in den Playoffs 2023 den Stanley Cup. Zuvor verbrachte Amadio fünf Jahre in der Organisation der Los Angeles Kings, die ihn im NHL Entry Draft 2014 ausgewählt hatten, und war kurzzeitig bereits einmal bei den Senators und den Toronto Maple Leafs angestellt.

## Karriere
Michael Amadio lief in seiner Jugend unter anderem für die Sault Ste. Marie North Stars in seiner Heimatstadt auf, bevor er 2012 in der Priority Selection der Ontario Hockey League (OHL) an 36. Position von den Brampton Battalion ausgewählt wurde. In Brampton verbrachte der Angreifer sein Rookie-Jahr, zog mit dem Team allerdings bereits nach einer Saison nach North Bay um, wo es fortan als North Bay Battalion firmierte. In der folgenden Spielzeit 2013/14 erreichte die Mannschaft das Finale der OHL-Playoffs um den J. Ross Robertson Cup, unterlag dort jedoch den Guelph Storm. Amadio wurde anschließend im NHL Entry Draft 2014 an 90. Position von den Los Angeles Kings berücksichtigt, kehrte aber vorerst erwartungsgemäß in die OHL zurück. Dort steigerte er seine persönliche Statistik deutlich auf 98 Scorerpunkte in der Spielzeit 2015/16, in der er die Mannschaft zudem als Kapitän anführte. Darüber hinaus wurde er mit der William Hanley Trophy als fairster Spieler der Liga geehrt und ins OHL Second All-Star Team berufen.
Im März 2016 unterzeichnete Amadio einen Einstiegsvertrag bei den Los Angeles Kings und wechselte in der Folge zu deren Farmteam, den Ontario Reign, in die American Hockey League (AHL), wo er in elf Partien an den Playoffs um den Calder Cup teilnahm. Die folgende Saison 2016/17 verbrachte der Center komplett in Ontario, bevor er im Oktober 2017 für die Kings in der National Hockey League (NHL) debütierte. Fortan kam er dort regelmäßig zum Einsatz, wechselte jedoch gelegentlich zurück in die AHL.
Nach über vier Jahren in der Organisation der Kings wurde er im März 2021 im Tausch für Christian Wolanin an die Ottawa Senators abgegeben. Dort beendete er die Spielzeit 2020/21 und schloss sich anschließend im Juli 2021 als Free Agent den Toronto Maple Leafs an. Als er jedoch kurz nach Beginn der Saison 2021/22 über den Waiver in die AHL geschickt werden sollte, wählten ihn von dort die Vegas Golden Knights aus, die damit seinen Vertrag übernahmen. Mit der Mannschaft gewann er anschließend in den Playoffs 2023 den ersten Stanley Cup der Team-Historie.
Nach drei Jahren in Las Vegas wechselte Amadio im Juli 2024 als Free Agent zu den Ottawa Senators.

## Erfolge und Auszeichnungen
- 2016 William Hanley Trophy
- 2016 OHL Second All-Star Team
- 2023 Stanley-Cup-Gewinn mit den Vegas Golden Knights

## Karrierestatistik
Stand: Ende der Saison 2024/25
(Legende zur Spielerstatistik: Sp oder GP = absolvierte Spiele; T oder G = erzielte Tore; V oder A = erzielte Assists; Pkt oder Pts = erzielte Scorerpunkte; SM oder PIM = erhaltene Strafminuten; +/− = Plus/Minus-Bilanz; PP = erzielte Überzahltore; SH = erzielte Unterzahltore; GW = erzielte Siegtore; 1 Play-downs/Relegation; Kursiv: Statistik nicht vollständig)